# Campeonato Paranaense de Futsal de 2006
O Campeonato Paranaense de Futsal de 2006 - Campeonato Paranaense de Futsal, cujo nome usual é Chave Ouro, será a 12ª edição da mais importante competição da modalidade no estado, sua organização é de competência da Federação Paranaense de Futsal. 
A edição 2006, foi decidida entre o Atlético Patobranquense e a equipe do Umuarama Futsal, sendo que o título ficou para o clube patobranquense.

## Tabela Primeira Fase
| Pos | Times                    | Pts | J  | V  | E | D  | GP | GC | SG  | Classificação                     |
| --- | ------------------------ | --- | -- | -- | - | -- | -- | -- | --- | --------------------------------- |
| 1   | Cascavel                 | 34  | 15 | 10 | 4 | 1  | 44 | 29 | 15  | Classificados para a Segunda Fase |
| 2   | Atlético Pato Branquense | 34  | 15 | 11 | 1 | 3  | 43 | 22 | 28  | Classificados para a Segunda Fase |
| 3   | São Lucas                | 29  | 15 | 9  | 2 | 4  | 39 | 30 | 9   | Classificados para a Segunda Fase |
| 4   | Umuarama Futsal          | 28  | 15 | 8  | 4 | 3  | 37 | 24 | 13  | Classificados para a Segunda Fase |
| 5   | Copagril Futsal          | 28  | 15 | 8  | 4 | 3  | 35 | 32 | 3   | Classificados para a Segunda Fase |
| 6   | Toledo Futsal            | 26  | 15 | 7  | 5 | 3  | 37 | 32 | 5   | Classificados para a Segunda Fase |
| 7   | Palotina Futsal          | 24  | 15 | 7  | 3 | 5  | 34 | 35 | -1  | Classificados para a Segunda Fase |
| 8   | Clube Atlético Deportivo | 22  | 15 | 6  | 4 | 5  | 31 | 32 | -1  | Classificados para a Segunda Fase |
| 9   | Matelândia Futsal        | 20  | 15 | 6  | 2 | 7  | 36 | 46 | -10 | Classificados para a Segunda Fase |
| 10  | Campo Mourão Futsal      | 20  | 15 | 5  | 5 | 5  | 40 | 53 | -13 | Classificados para a Segunda Fase |
| 11  | Ciagym Futsal Maringá    | 16  | 15 | 5  | 1 | 9  | 37 | 45 | -8  | Classificados para a Segunda Fase |
| 12  | Cianorte Futsal          | 16  | 15 | 5  | 1 | 9  | 30 | 37 | -7  | Classificados para a Segunda Fase |
| 13  | Palmas Futsal            | 16  | 15 | 4  | 3 | 8  | 29 | 33 | -4  | Eliminados                        |
| 14  | Aquarius Futsal          | 11  | 15 | 3  | 2 | 10 | 35 | 43 | -8  | Eliminados                        |
| 15  | Paraná Clube             | 11  | 15 | 3  | 2 | 10 | 27 | 39 | -20 | Eliminados                        |
| 16  | Foz Futsal               | 6   | 15 | 1  | 3 | 11 | 27 | 39 | -20 | Eliminados                        |

### Confrontos
|                        | APA  | CAM | CAS | COP | AQU  | GUA  | PAL | CIA  | MAR | PAR | PAT | MAT  | SLU  | TOL | UMU | FOZ |
| ---------------------- | ---- | --- | --- | --- | ---- | ---- | --- | ---- | --- | --- | --- | ---- | ---- | --- | --- | --- |
| Associação Palotinense | —    | ... | 3–4 | 2–4 | ...  | ...  | 4–0 | 3-1  | ... | 5-2 | ... | ...  | 2-0  | 1-4 | 2–4 | ... |
| Campo Mourão           | 3–4  | —   | 3–3 | 3–3 | ...  | ...  | ... | 3–3  | ... | ... | ... | 6–3  | 5–6  | ... | 2–2 | ... |
| Cascavel               | ...  | ... | —   | 5–4 | ...  | ...  | 6-1 | ...  | 4-2 | 7–2 | ... | 5-2  | ...  | 0-0 | 3-3 | 4–1 |
| Copagril               | ...  | ... | ... | —   | ...  | 1–1  | 4-2 | 3–2  | 6-2 | 5–0 | 0-4 | ...  | ...  | 6–3 | ... | 2–0 |
| Aquarius               | 1-10 | 6–5 | 2–6 | 3-2 | —    | 5–4  | ... | 2–4  | ... | ... | ... | 3-6  | ...  | ... | ... | 4–2 |
| Guarapuava             | 2-2  | 3-4 | 2-1 | ... | ...  | —    | 4-3 | ...  | 6-2 | ... | ... | ...  | ...  | 5-5 | ... | 4-1 |
| Palmas                 | ...  | 2-4 | ... | ... | 10–2 | ...  | —   | ...  | 6–1 | 3–3 | 0-6 | ...  | 2–1  | 1–1 | ... | 3–3 |
| Cianorte               | ...  | ... | 2–8 | ... | ...  | 4-5  | 4–2 | —    | ... | 3-2 | 1-8 | ...  | 1-2  | 6–5 | ... | ... |
| Maringá                | 2-2  | 5–2 | ... | ... | 4–1  | ...  | ... | 3–0. | —   | ... | ... | 3–3  | ...  | ... | 0-4 | 4–3 |
| Paraná Clube           | ...  | 8-3 | ... | ... | 2–2  | 12–4 | ... | ...  | 4–5 | —   | 4–5 | 2–3  | 5-10 | ... | ... | ... |
| Pato Branco            | 5-4  | 3–3 | 2-5 | ... | 6–1  | 4–2  | ... | ...  | 6–3 | ... | —   | 6–1. | ...  | ... | ... | 3-4 |
| Matelândia             | 5–6  | ... | ... | 3-4 | ...  | 2–2  | 3-4 | 9–1  | ... | ... | ... | —    | ...  | ... | 5–3 | 7-5 |
| São Lucas              | ...  | ... | 2–2 | 3–3 | 5-2  | 4-2  | ... | ...  | 3–1 | ... | 4-3 | 5–3  | —    | ... | ... | 3-1 |
| Toledo                 | ...  | 5–0 | ... | ... | 3-3  | ...  | ... | ...  | 7–3 | 3–1 | 4–5 | 2–2  | 3–1  | —   | 3–2 | ... |
| Umuarama               | ...  | ... | ... | 3–3 | 2–1  | 8–1  | 5–1 | 6–4  | ... | 8–1 | 3-4 | ...  | 5–0  | ... | —   | ... |
| Foz Futsal             | 3–3  | 4–7 | ... | ... | ...  | ...  | 3–3 | 1-2  | ... | 4–8 | ... | ...  | ...  | 3–7 | 1–1 | —   |

| Vitória do mandante; Vitória do visitante; Empate. ... Jogo fora de casa |

## Segunda Fase

### Grupo A
| Pos | Times               | Pts | J  | V | E | D | Classificação               |
| --- | ------------------- | --- | -- | - | - | - | --------------------------- |
| 1   | São Lucas           | 18  | 10 | 5 | 3 | 2 | Classificados aos Play-Offs |
| 2   | Toledo Futsal       | 18  | 10 | 5 | 3 | 2 | Classificados aos Play-Offs |
| 3   | Cianorte Futsal     | 12  | 10 | 2 | 6 | 2 | Classificados aos Play-Offs |
| 4   | Guarapuava          | 12  | 10 | 3 | 3 | 4 | Classificados aos Play-Offs |
| 5   | Campo Mourão Futsal | 10  | 10 | 2 | 4 | 4 | Eliminados                  |
| 6   | Cascavel            | 10  | 10 | 3 | 1 | 6 | Eliminados                  |

#### Confrontos
Para ler a tabela, a linha horizontal representa os jogos da equipe como mandante. A coluna vertical indica os jogos da equipe como visitante.
|              | CAS | CIA | CAM | GUA | TOL | SLU |
| ------------ | --- | --- | --- | --- | --- | --- |
| Cascavel     | —   | 3-0 | 1–2 | 6-2 | 4–5 | 6-1 |
| Cianorte     | 4-1 | —   | 3-3 | 1-1 | 3-2 | 0-0 |
| Campo Mourão | 4-4 | 3-3 | —   | 3-1 | 3-3 | 1–3 |
| Guarapuava   | 6-1 | 1–1 | 3-0 | —   | 1–1 | 1–4 |
| Toledo       | 2-1 | 5-4 | 3-2 | 4-3 | —   | 2–2 |
| São Lucas    | 3-0 | 2–2 | 2-1 | 1–2 | 6-4 | —   |

| Vitória do mandante; Vitória do visitante; Empate. |

### Grupo B
| Pos | Times                    | Pts | J  | V | E | D | Classificação               |
| --- | ------------------------ | --- | -- | - | - | - | --------------------------- |
| 1   | Atlético Pato Branquense | 21  | 10 | 6 | 3 | 1 | Classificados aos Play-Offs |
| 2   | Copagril Futsal          | 21  | 10 | 7 | 0 | 3 | Classificados aos Play-Offs |
| 3   | Palotina Futsal          | 14  | 10 | 4 | 2 | 4 | Classificados aos Play-Offs |
| 4   | Umuarama                 | 14  | 10 | 4 | 2 | 4 | Classificados aos Play-Offs |
| 5   | Matelândia Futsal        | 8   | 10 | 2 | 2 | 6 | Eliminados                  |
| 6   | Ciagym Futsal Maringá    | 7   | 10 | 2 | 1 | 7 | Eliminados                  |

#### Confrontos
Para ler a tabela, a linha horizontal representa os jogos da equipe como mandante. A coluna vertical indica os jogos da equipe como visitante.
|             | COP | MAT | APA | PAT | MAR | UMU |
| ----------- | --- | --- | --- | --- | --- | --- |
| Copagril    | —   | 8-3 | 3-2 | 4–6 | 2–3 | 4-2 |
| Matelândia  | 3–7 | —   | 3–6 | 3–3 | 8-0 | 3-1 |
| Palotina    | 2–4 | 3-2 | —   | 1–2 | 3-1 | 3-2 |
| Pato Branco | 4-3 | 2-1 | 2–2 | —   | 4-2 | 4–5 |
| Maringá     | 3–6 | 5–5 | 6-5 | 4–5 | —   | 4–6 |
| Umuarama    | 2–3 | 6-1 | 2–2 | 1–1 | 5-1 | —   |

| Vitória do mandante; Vitória do visitante; Empate. |

## Play-Offs
|  | Quartas de final         | Quartas de final                  | Quartas de final | Quartas de final                  |                     |   | Semifinais | Semifinais | Semifinais | Semifinais |  |  | Final | Final | Final | Final |
|  |                          |                                   |                  |                                   |                     |   |            |            |            |            |  |  |       |       |       |       |
|  | 2, 10 e 14 de outubro    |                                   |                  |                                   |                     |   |            |            |            |            |  |  |       |       |       |       |
|  |                          |                                   |                  |                                   |                     |   |            |            |            |            |  |  |       |       |       |       |
|  | Umuarama Futsal          | 4                                 | 3                |                                   |                     |   |            |            |            |            |  |  |       |       |       |       |
|  | Umuarama Futsal          | 4                                 | 3                | 17 de outubro, 7 e 11 de novembro |                     |   |            |            |            |            |  |  |       |       |       |       |
|  | Paranavaí                | 1                                 | 3                |                                   |                     |   |            |            |            |            |  |  |       |       |       |       |
|  | Paranavaí                | 1                                 | 3                | Umuarama                          | 5                   | 1 | (4)Pro     |            |            |            |  |  |       |       |       |       |
|  | 2 e 10 de outubro        |                                   |                  | Umuarama                          | 5                   | 1 | (4)Pro     |            |            |            |  |  |       |       |       |       |
|  |                          | Copagril                          | 2                | 3                                 | (3)Pro              |   |            |            |            |            |  |  |       |       |       |       |
|  | Cianorte Futsal          | Copagril                          | 2                | 3                                 | (3)Pro              | 1 | 1          |            |            |            |  |  |       |       |       |       |
|  | Cianorte Futsal          |                                   |                  |                                   | 21 e 27 de novembro | 1 | 1          |            |            |            |  |  |       |       |       |       |
|  | Copagril Futsal          | 5                                 | 5                |                                   |                     |   |            |            |            |            |  |  |       |       |       |       |
|  | Copagril Futsal          | 5                                 | 5                | Umuarama                          | 3                   | 3 |            |            |            |            |  |  |       |       |       |       |
|  | 3 e 10 de outubro        |                                   |                  | Umuarama                          | 3                   | 3 |            |            |            |            |  |  |       |       |       |       |
|  |                          | Atlético Pato Branquense          | 5                | 3                                 |                     |   |            |            |            |            |  |  |       |       |       |       |
|  | Clube Atlético Deportivo | Atlético Pato Branquense          | 5                | 3                                 | 2                   | 2 |            |            |            |            |  |  |       |       |       |       |
|  | Clube Atlético Deportivo | 17 de outubro, 7 e 12 de novembro |                  |                                   | 2                   | 2 |            |            |            |            |  |  |       |       |       |       |
|  | Atlético Pato Branquense | 2                                 | 3                |                                   |                     |   |            |            |            |            |  |  |       |       |       |       |
|  | Atlético Pato Branquense | 2                                 | 3                | Toledo Futsal                     | 4                   | 2 |            |            |            |            |  |  |       |       |       |       |
|  | 3 e 9 de outubro         |                                   |                  | Toledo Futsal                     | 4                   | 2 |            |            |            |            |  |  |       |       |       |       |
|  |                          | Atlético Pato Branquense          | 4                | 3                                 |                     |   |            |            |            |            |  |  |       |       |       |       |
|  | Palotina Futsal          | Atlético Pato Branquense          | 4                | 3                                 | 5                   | 3 |            |            |            |            |  |  |       |       |       |       |
|  | Palotina Futsal          |                                   |                  |                                   | 5                   | 3 |            |            |            |            |  |  |       |       |       |       |
|  | Toledo Futsal            | 5                                 | 6                |                                   |                     |   |            |            |            |            |  |  |       |       |       |       |
|  | Toledo Futsal            | 5                                 | 6                |                                   |                     |   |            |            |            |            |  |  |       |       |       |       |

## Final

### Primeiro jogo
|  | Umuarama         | 3 - 5 | Atlético Pato Branquense                    | Ginásio Amário Vieira da Costa, Umuarama |
|  | Jean e Rômulo(2) |       | Léo, Serrão, Alex Gaúcho(2) e Alex Maranhão |                                          |

### Segundo jogo
Final.
|  | Atlético Pato Branquense | 3 - 3 | Umuarama                     | Ginásio Dolivar Lavarda, Pato Branco |
|  | Alemão, Léo e Lavardinha |       | Hugo, Alex He-Man e Jaderson |                                      |

## Premiação
| Campeonato Paranaense 2006                   |
| -------------------------------------------- |
| Atlético Pato Branquense Campeão (1º título) |